# Ruda Śląska Południowa Wąskotorowa
Ruda Śląska Południowa Wąskotorowa – dawna wąskotorowa stacja kolejowa w Rudzie Śląskiej, w dzielnicy Ruda Południowa, w województwie śląskim, w Polsce. Stacja była zlokalizowana w kilometrze 9,99 linii Bytom Karb Wąskotorowy – Maciejów Śląski.